# Bocydium astilatum
Bocydium astilatum är en insektsart som beskrevs av Richter 1955. Bocydium astilatum ingår i släktet Bocydium och familjen hornstritar. Inga underarter finns listade i Catalogue of Life.